# Lesslie
Lesslie és una concentració de població designada pel cens dels Estats Units a l'estat de Carolina del Sud. Segons el cens del 2000 tenia 2.268 habitants.

## Demografia
Segons el cens del 2000, Lesslie tenia 2.268 habitants, 888 habitatges i 666 famílies. La densitat de població era de 147,4 habitants/km².
Dels 888 habitatges en un 32,9% hi vivien nens de menys de 18 anys, en un 60,4% hi vivien parelles casades, en un 9,7% dones solteres, i en un 25% no eren unitats familiars. En el 20,3% dels habitatges hi vivien persones soles el 6,2% de les quals corresponia a persones de 65 anys o més que vivien soles. El nombre mitjà de persones vivint en cada habitatge era de 2,55 i el nombre mitjà de persones que vivien en cada família era de 2,94.
Per edats la població es repartia de la següent manera: un 24,3% tenia menys de 18 anys, un 7,8% entre 18 i 24, un 31,7% entre 25 i 44, un 25,3% de 45 a 60 i un 10,8% 65 anys o més.
L'edat mediana era de 37 anys. Per cada 100 dones de 18 o més anys hi havia 100,5 homes.
La renda mediana per habitatge era de 44.167 $ i la renda mediana per família de 52.125 $. Els homes tenien una renda mediana de 35.441 $ mentre que les dones 26.507 $. La renda per capita de la població era de 19.215 $. Entorn del 4,9% de les famílies i el 6,6% de la població estaven per davall del llindar de pobresa.

## Poblacions més properes
El següent diagrama mostra les poblacions més properes.